# Uniformes da Sociedade Esportiva Palmeiras

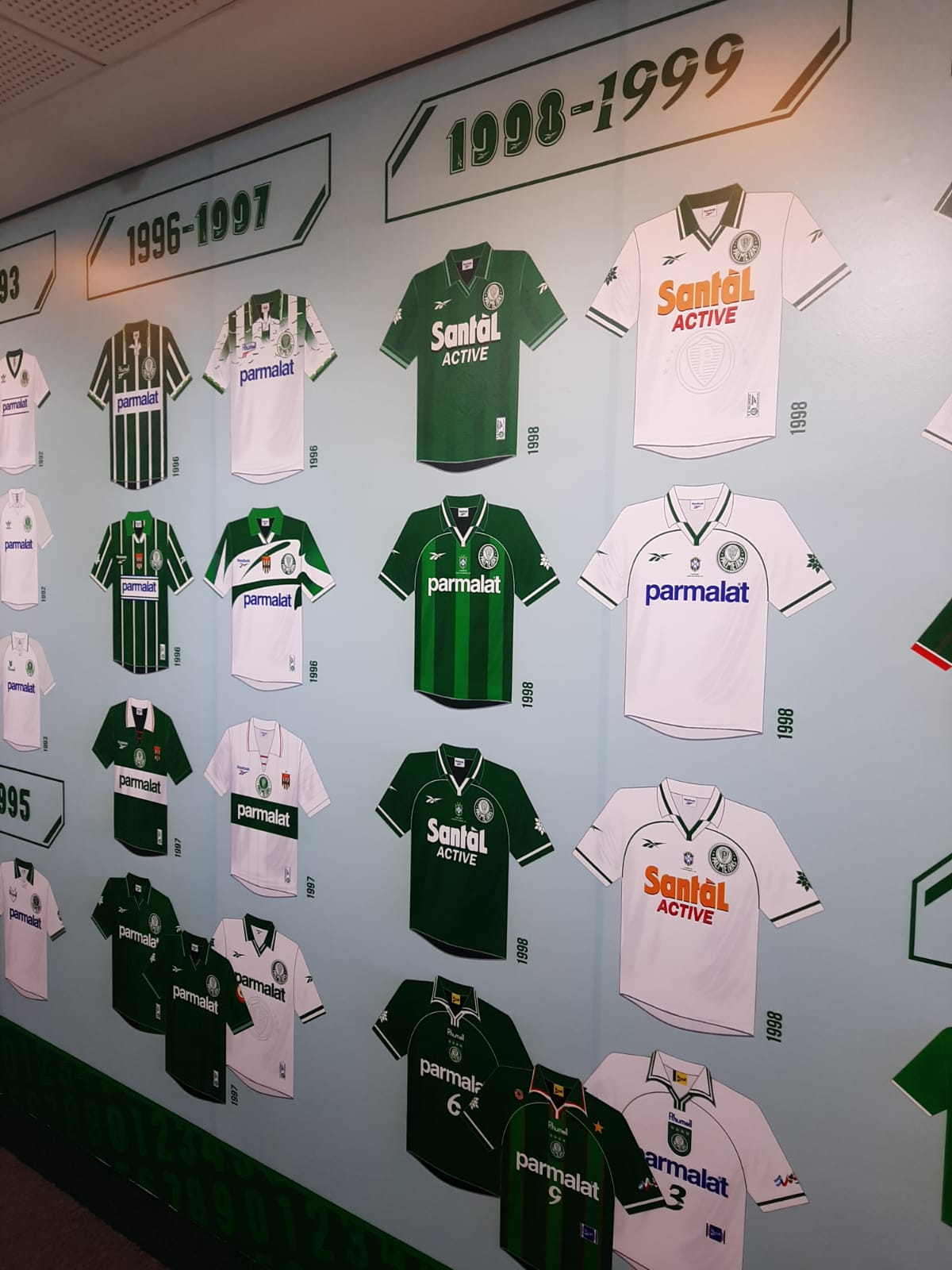
Camisas do Palmeiras expostas na Sala de Troféus do clube

Os uniformes da Sociedade Esportiva Palmeiras compreendem as vestimentas adotadas pelos futebolistas do time paulista desde a sua fundação, em 1914, quando a agremiação foi denominada Palestra Itália. Ao longo de sua história, os uniformes da equipe passaram por diversas modificações, mas as cores principais, o verde e o branco, sempre foram preservadas. O vermelho, presente desde sua fundação, foi excluído durante a Segunda Guerra Mundial, por pressão do governo nacional, na mesma reunião que formalizou a mudança de nome de Palestra Itália para Palmeiras, em 1942.
Em 2018, o uniforme do Palmeiras foi apontado pelo jornal La Marca, da Espanha, como o mais bonito do mundo.

## História

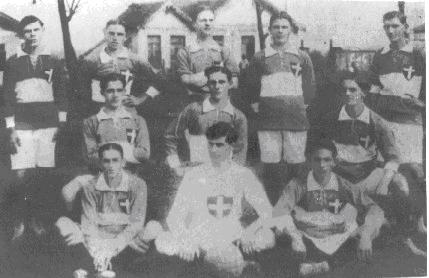
Time do Palestra Itália em 1916

Desde a fundação do Palestra Itália, em 26 de agosto de 1914, o estatuto do clube estabeleceu que as cores do uniforme seriam verde, branco e vermelho, em alusão à bandeira da Itália. 
Na partida inaugural, disputada em 24 de janeiro de 1915, contra o Savóia, do atual município de Votorantim, à época distrito de Sorocaba, no interior paulista, o Palestra vestiu camisa verde com punhos e golas brancas. Do lado esquerdo do peito, as letras “P” e “I” apareciam bordadas em branco, sobrepostas uma na outra. Os calções do primeiro uniforme eram brancos e meias eram verdes, com uma faixa branca e outra vermelha. Por imposição do governo do presidente Getúlio Vargas, a cor vermelha foi retirada do uniforme em 1942, quando o Brasil estava em guerra contra a Itália na Segunda Guerra Mundial.

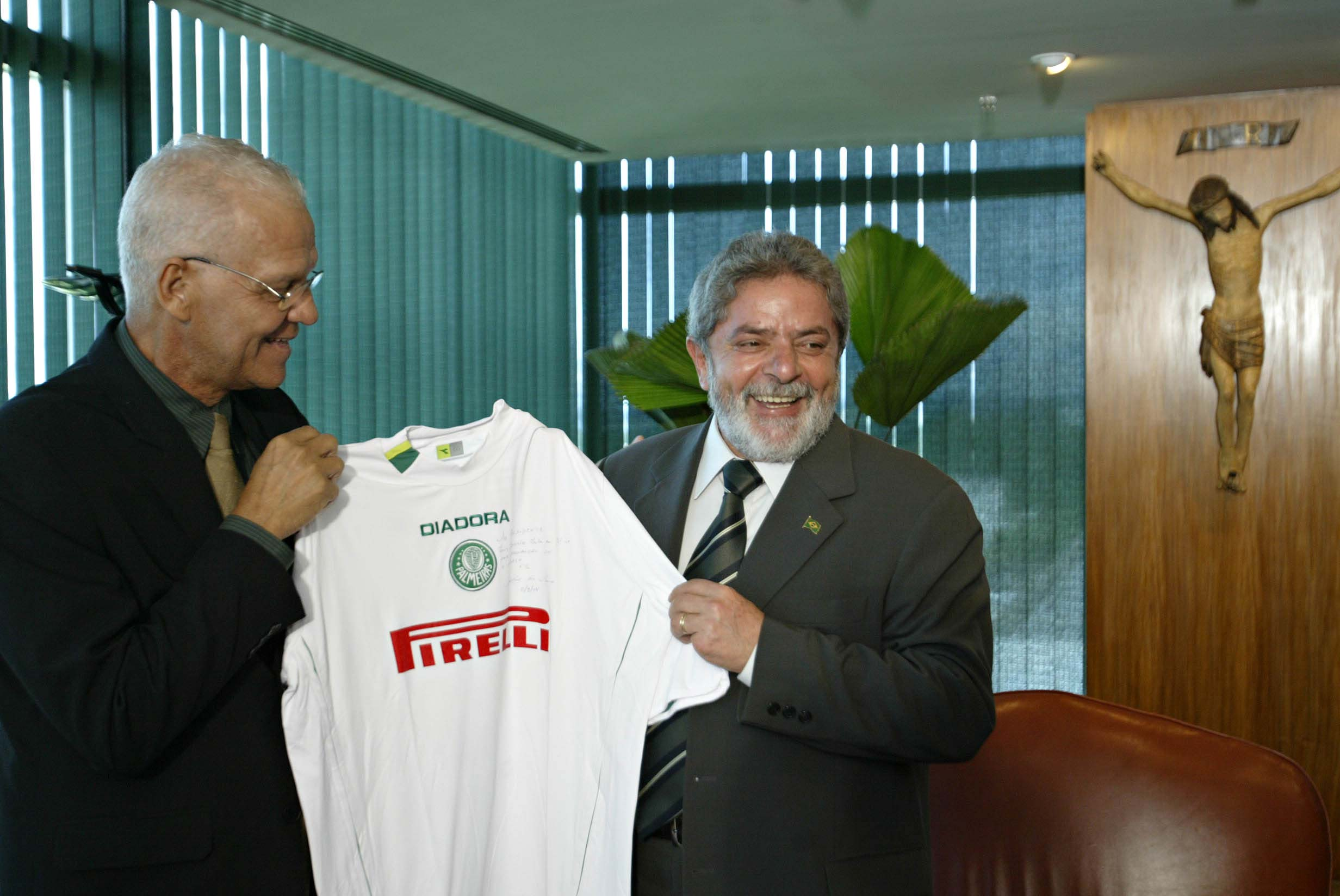
Ademir da Guia presenteia o então presidente Lula em 2004 com a camisa do Palmeiras

Ressalta-se ainda, o fato do Palmeiras/Palestra Italia atuado em algumas partidas, principalmente em amistosos internacionais, com camisas azuis, como forma de homenagem a camisa da Seleção Italiana de Futebol, porém, a mais notória partida cujo Palmeiras entrou em campo de uniformes azuis, sem dúvida, foi a partida válida pela penúltima rodada do Campeonato Paulista de Futebol de 1954 (jogo disputado em fevereiro de 1955) contra o Corinthians, neste jogo para continuar tendo chances de conquistar o título paulista, o Palmeiras necessitava da vitória contra o rival, porém com o empate por 1 a 1, o Palmeiras foi para a última rodada sem chances de conquistar o título.

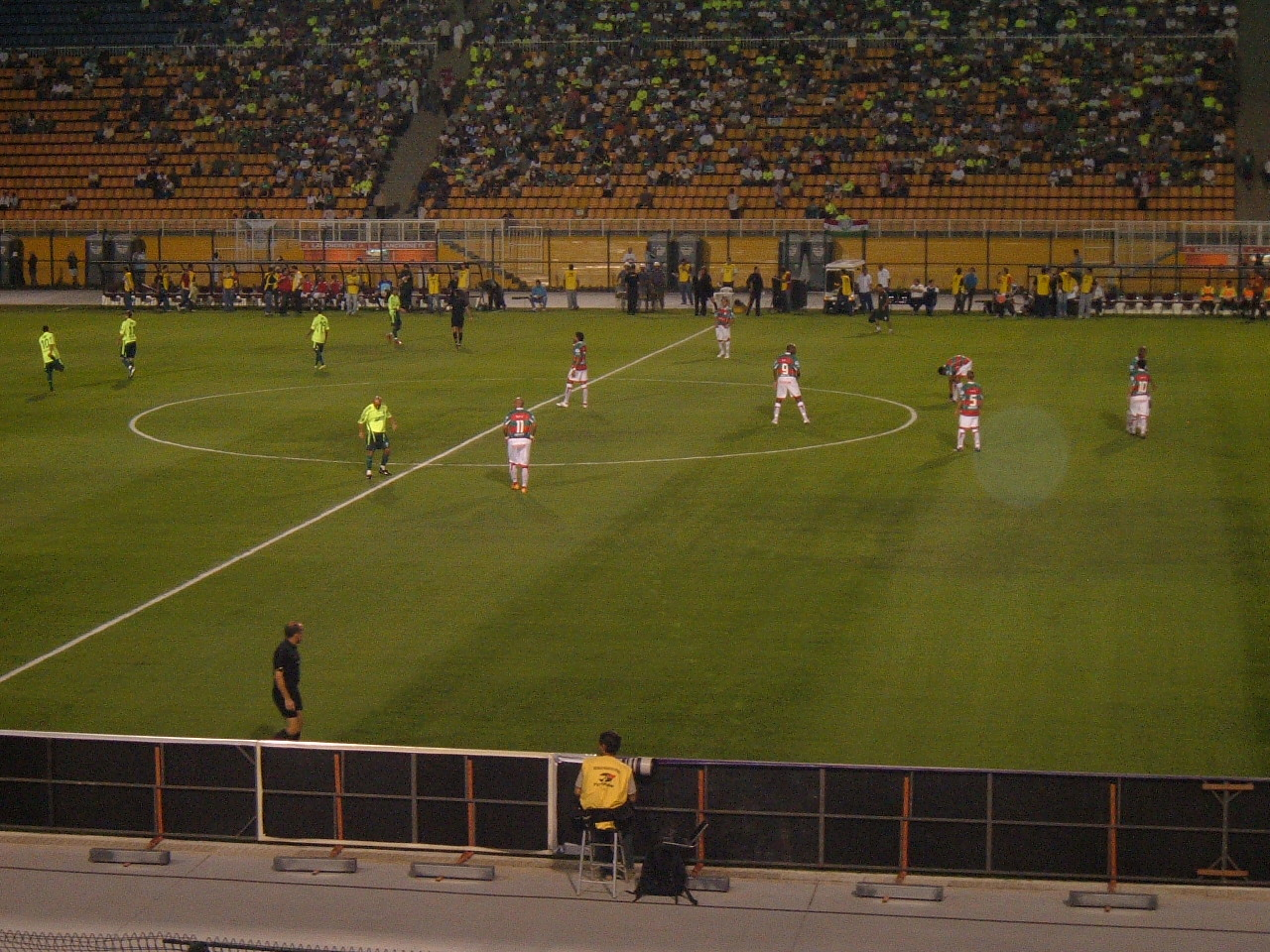
Equipes do Palmeiras, de verde-limão, e da em partida do Campeonato Brasileiro de 2008 no Estádio do Pacaembu

Ao contrário do que reza a lenda futebolística, aquele uniforme azul, não foi confeccionado exclusivamente para a partida contra o Corinthians, aquele, era o segundo uniforme oficial que o Palmeiras tinha registrado na Federação Paulista de Futebol para a disputa do campeonato de 1954.
Em 1992, com a parceria na gestão do futebol realizada com a empresa multinacional de origem italiana Parmalat, o Palmeiras promoveu a mais radical mudança em seu uniforme principal. Na ocasião, a camisa verde-esmeralda que marcou os tempos da "Academia", deu lugar a uma camisa verde com um tom bem mais claro e com listras verticais brancas. No ano seguinte, com um tom de verde levemente mais escuro, a camisa listrada entrou para a história do clube, já que foi com ela que o Palmeiras encerrou um jejum de 16 anos sem títulos na final do Campeonato Paulista de 1993, contra o Corinthians.

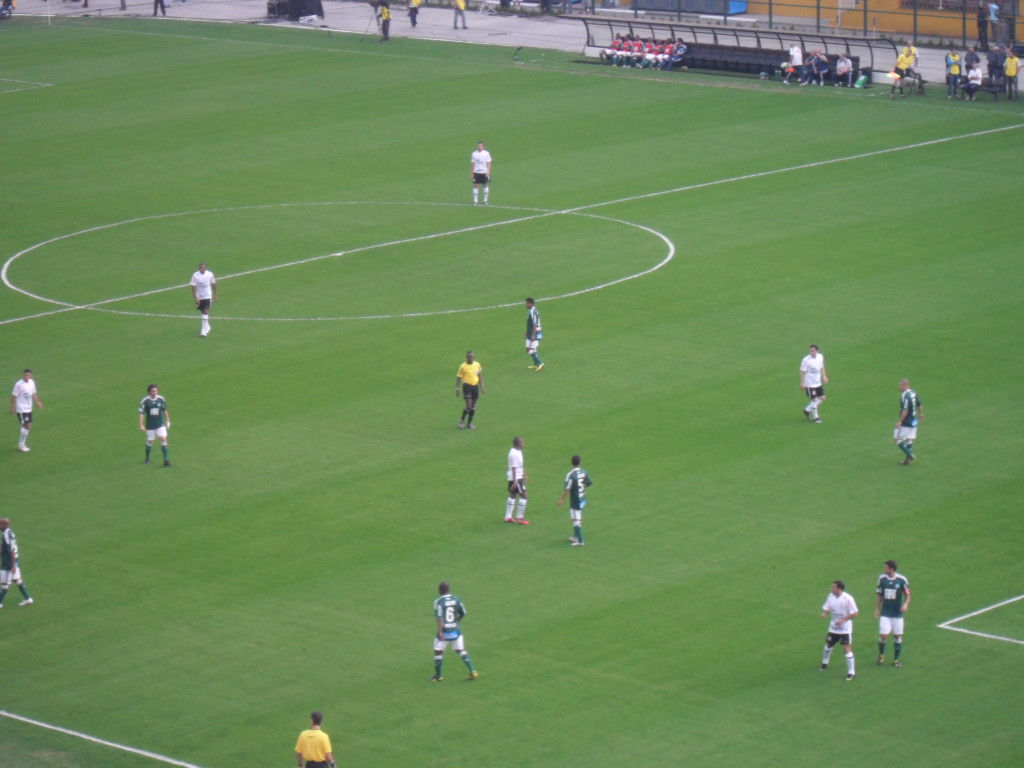
Equipes do Palmeiras e do em partida do Campeonato Brasileiro de 2010 no Estádio do Pacaembu

Em 1997, o uniforme principal começava a se aproximar da versão tradicional, sem a listras, mas o verde foi dividido em dois tons, um mais claro e outro mais escuro. No ano seguinte, a equipe que conquistou a Copa do Brasil de 1998 já mostrava uma camisa com um verde mais condizente com as tradições do Palmeiras. De 1999 a 2007, a camisa principal sofreu mudanças de tonalidade, chegando a contar com faixas brancas e até amarelas, por influência da fornecedora de material esportivo, para, em 2008, voltar a apresentar o verde mais escuro e preferido pela torcida.
Nota-se ainda, em relação às cores utilizadas nos uniformes da equipe, que, a partir da primeira década do Século XXI, como estratégia de marketing, as empresas fornecedoras de materiais esportivos têm quase que anualmente lançado os ditos terceiros uniformes, com cores que muito pouco ou nada tem a ver com as cores originais do Palmeiras. Dentre estes uniformes já houve um com várias tonalidades de verde azulado, outro na cor cinza, e em 2007 um uniforme na cor verde limão, que, por conta do sucesso entre a torcida, foi adaptado como segundo uniforme de 2008 até junho de 2009, e posteriormente na linha 2010/2011.
Em junho de 2009, ano em que completou 95 anos, o clube voltou a utilizar o vermelho em seu segundo uniforme, mais precisamente na manga da camisa branca, como forma de resgate das tradições. Em agosto de 2009, o clube lançou o terceiro uniforme na cor azul, com detalhes brancos e com a Cruz de Savoia como escudo, em mais uma homenagem às suas raízes italianas.
Em maio de 2017 o Palmeiras anunciou a inclusão, em seu uniforme, de uma estrela vermelha em cima do brasão do clube, como forma de eternizar a maior conquista da agremiação, o primeiro Campeão Mundial Interclubes. O novo uniforme estreou na última partida da primeira fase da Libertadores diante do Atlético Tucumán da Argentina, na qual o Palmeiras venceu por 3 a 1 e garantiu a melhor campanha do grupo.

## Uniformes atuais

### Uniformes dos jogadores
- Primeiro uniforme: Camisa verde, calção branco e meias verdes;
- Segundo uniforme: Camisa branca, calção verde e meias brancas.

| Primeiro | Segundo | Por um futuro mais verde | Por um futuro mais verde |

### Uniformes dos goleiros
- Camisa verde, calção e meias verdes;
- Camisa azul, calção e meias azuis;
- Camisa laranja, calção e meias laranjas.

| Cores do Time · Cores do Time · Cores do Time · Cores do Time · Cores do Time | Cores do Time · Cores do Time · Cores do Time · Cores do Time · Cores do Time | Cores do Time · Cores do Time · Cores do Time · Cores do Time · Cores do Time |

### Uniformes de treino
- Camisa verde, calção verde e meias brancas;
- Camisa verde limão, calção e meias verdes;
- Camisa azul, calção e meias azuis.

| Jogadores 1 | Goleiros | C. Técnica 1 | C. Técnica 2 |

## Uniformes anteriores

### 2023
- Jogadores

| Primeiro | Segundo | Terceiro | Alternativo | Combate ao câncer |

- Goleiros

| Cores do Time · Cores do Time · Cores do Time · Cores do Time · Cores do Time | Cores do Time · Cores do Time · Cores do Time · Cores do Time · Cores do Time | Cores do Time · Cores do Time · Cores do Time · Cores do Time · Cores do Time |

- Treinos

| Jogadores 1 | Jogadores 2 | Goleiros | C. Técnica |

### 2022
- Jogadores

| Primeiro | Segundo | Terceiro |

- Goleiros

| Cores do Time · Cores do Time · Cores do Time · Cores do Time · Cores do Time | Cores do Time · Cores do Time · Cores do Time · Cores do Time · Cores do Time | Cores do Time · Cores do Time · Cores do Time · Cores do Time · Cores do Time |

- Treinos

| Jogadores | C. Técnica |

### 2021
- Jogadores

| Primeiro | Segundo | Terceiro |

- Goleiros

| Cores do Time · Cores do Time · Cores do Time · Cores do Time · Cores do Time | Cores do Time · Cores do Time · Cores do Time · Cores do Time · Cores do Time | Cores do Time · Cores do Time · Cores do Time · Cores do Time · Cores do Time |

- Treinos

| Jogadores | C. Técnica |

### 2020
- Jogadores

| Primeiro | Segundo | Terceiro |

- Goleiros

| Cores do Time · Cores do Time · Cores do Time · Cores do Time · Cores do Time | Cores do Time · Cores do Time · Cores do Time · Cores do Time · Cores do Time | Cores do Time · Cores do Time · Cores do Time · Cores do Time · Cores do Time |

- Treinos

| Jogadores | Goleiros | C. Técnica 1 | C. Técnica 2 |

### 2019
- Jogadores

| Primeiro | Segundo | Terceiro | Libertadores |

- Goleiros

| Cores do Time · Cores do Time · Cores do Time · Cores do Time · Cores do Time | Cores do Time · Cores do Time · Cores do Time · Cores do Time · Cores do Time | Cores do Time · Cores do Time · Cores do Time · Cores do Time · Cores do Time |

- Treinos

| Cores do Time · Cores do Time · Cores do Time · Cores do Time · Cores do Time | Cores do Time · Cores do Time · Cores do Time · Cores do Time · Cores do Time | Cores do Time · Cores do Time · Cores do Time · Cores do Time · Cores do Time |

### 2018–19
- Jogadores

| Primeiro | Segundo | Terceiro |

- Goleiros

| Cores do Time · Cores do Time · Cores do Time · Cores do Time · Cores do Time | Cores do Time · Cores do Time · Cores do Time · Cores do Time · Cores do Time | Cores do Time · Cores do Time · Cores do Time · Cores do Time · Cores do Time | Cores do Time · Cores do Time · Cores do Time · Cores do Time · Cores do Time |

- Treinos

| Jogadores | Goleiros | C. Técnica |

### 2017–18
- Jogadores

| Primeiro | Segundo | Terceiro |

- Goleiros

| Cores do Time · Cores do Time · Cores do Time · Cores do Time · Cores do Time | Cores do Time · Cores do Time · Cores do Time · Cores do Time · Cores do Time | Cores do Time · Cores do Time · Cores do Time · Cores do Time · Cores do Time |

- Treinos

| Jogadores | Goleiros | C. Técnica |

### 2016–17
- Jogadores

| Primeiro | Segundo | Terceiro |

- Goleiros

| Cores do Time · Cores do Time · Cores do Time · Cores do Time · Cores do Time | Cores do Time · Cores do Time · Cores do Time · Cores do Time · Cores do Time | Cores do Time · Cores do Time · Cores do Time · Cores do Time · Cores do Time |

- Treinos

| Jogadores | Goleiros | C. Técnica |

### 2015–16
- Jogadores

| Primeiro | Segundo | Terceiro | Alternativo |

- Goleiros

| Cores do Time · Cores do Time · Cores do Time · Cores do Time · Cores do Time | Cores do Time · Cores do Time · Cores do Time · Cores do Time · Cores do Time |

- Treinos

| Jogadores | Goleiros | C. Técnica |

### 2014–15
- Jogadores

| Primeiro | Segundo | Terceiro | Quarto | Quinto |

- Goleiros

| Cores do Time · Cores do Time · Cores do Time · Cores do Time · Cores do Time | Cores do Time · Cores do Time · Cores do Time · Cores do Time · Cores do Time | Cores do Time · Cores do Time · Cores do Time · Cores do Time · Cores do Time | Cores do Time · Cores do Time · Cores do Time · Cores do Time · Cores do Time |

- Treinos

| Jogadores | Goleiros | C. Técnica |

### 2013–14
- Jogadores

| Primeiro | Segundo | Terceiro |

- Goleiros

| Cores do Time · Cores do Time · Cores do Time · Cores do Time · Cores do Time | Cores do Time · Cores do Time · Cores do Time · Cores do Time · Cores do Time |

- Treinos

| Jogadores | C. Técnica |

### 2012–13
- Jogadores

| Primeiro | Segundo | Terceiro | Quarto |

- Goleiros

| Cores do Time · Cores do Time · Cores do Time · Cores do Time · Cores do Time | Cores do Time · Cores do Time · Cores do Time · Cores do Time · Cores do Time | Cores do Time · Cores do Time · Cores do Time · Cores do Time · Cores do Time |

- Treinos

| Jogadores | C. Técnica |

### 2011–12
- Jogadores

| Primeiro | Segundo | Terceiro |

- Goleiros

| Cores do Time · Cores do Time · Cores do Time · Cores do Time · Cores do Time | Cores do Time · Cores do Time · Cores do Time · Cores do Time · Cores do Time | Cores do Time · Cores do Time · Cores do Time · Cores do Time · Cores do Time |

- Treinos

| Jogadores 1 | Jogadores 2 | C. Técnica |

### 2010–11
- Jogadores

| Primeiro | Segundo | Terceiro |

- Goleiros

| Cores do Time · Cores do Time · Cores do Time · Cores do Time · Cores do Time | Cores do Time · Cores do Time · Cores do Time · Cores do Time · Cores do Time | Cores do Time · Cores do Time · Cores do Time · Cores do Time · Cores do Time |

- Treinos

| Jogadores 1 | Jogadores 2 | C. Técnica |

### 2009–10
- Jogadores

| Primeiro | Segundo | Terceiro |  |

- Goleiros

| Cores do Time · Cores do Time · Cores do Time · Cores do Time · Cores do Time | Cores do Time · Cores do Time · Cores do Time · Cores do Time · Cores do Time | Cores do Time · Cores do Time · Cores do Time · Cores do Time · Cores do Time |

- Treinos

| Jogadores 1 | Jogadores 2 | C. Técnica |

### 2008–09
- Jogadores

| Primeiro | Segundo |

- Goleiros

| Cores do Time · Cores do Time · Cores do Time · Cores do Time · Cores do Time | Cores do Time · Cores do Time · Cores do Time · Cores do Time · Cores do Time |

- Treinos

| Jogadores 1 | Jogadores 2 | C. Técnica |

### 2007–08
- Jogadores

| Primeiro | Segundo | Terceiro |

- Goleiros

| Cores do Time · Cores do Time · Cores do Time · Cores do Time · Cores do Time | Cores do Time · Cores do Time · Cores do Time · Cores do Time · Cores do Time | Cores do Time · Cores do Time · Cores do Time · Cores do Time · Cores do Time |

- Treinos

| Jogadores | C. Técnica |

### 2006–07
- Jogadores

| Primeiro | Segundo | Terceiro |

- Goleiros

| Cores do Time · Cores do Time · Cores do Time · Cores do Time · Cores do Time | Cores do Time · Cores do Time · Cores do Time · Cores do Time · Cores do Time | Cores do Time · Cores do Time · Cores do Time · Cores do Time · Cores do Time |

- Treinos

| Jogadores | C. Técnica |

### 2005–06
- Jogadores

| Primeiro | Segundo |

- Goleiros

| Cores do Time · Cores do Time · Cores do Time · Cores do Time · Cores do Time | Cores do Time · Cores do Time · Cores do Time · Cores do Time · Cores do Time |

### 2004–05
- Jogadores

| Primeiro | Segundo | Terceiro |

- Goleiros

| Cores do Time · Cores do Time · Cores do Time · Cores do Time · Cores do Time | Cores do Time · Cores do Time · Cores do Time · Cores do Time · Cores do Time | Cores do Time · Cores do Time · Cores do Time · Cores do Time · Cores do Time |

### 2003
- Jogadores

| Primeiro | Segundo |

### 2002
- Jogadores

| Primeiro | Segundo | Terceiro |

### 2001
- Jogadores

| Primeiro | Segundo | Terceiro |

### 2000-01
- Jogadores

| Primeiro | Segundo |

### 2000
- Jogadores

| Primeiro | Segundo | Terceiro |

### 1999-00
- Jogadores

| Primeiro | Segundo | Terceiro |

### 1999
- Jogadores

| Primeiro | Segundo | Terceiro |

### 1998
- Jogadores

| Primeiro | Segundo | Terceiro |

### 1997
- Jogadores

| Primeiro | Segundo | Terceiro |

- Copa Euro-Americana

| Primeiro | Segundo |

### 1996-97
- Jogadores

| Primeiro | Segundo |

### Outras temporadas
| 1993 | 1987 | 1984 | 1972 |

## Material esportivo e patrocinadores

### Material esportivo
Até 1976 não se tem registro exato sobre a utilização de fabricantes fixos dos materiais esportivos. Consta a utilização das marcas Athleta e Hering (que utilizava sua linha esportiva denominada HerinGol). A partir de 1977 a alemã Adidas estampou sua marca na camisa do Palmeiras (vale ressaltar que o Palmeiras foi o primeiro clube brasileiro a utilizar o logotipo do fabricante de material esportivo na camisa). Entre 1993 e 2005, outras três fabricantes firmaram contrato com o clube: a Rhumell, a Reebok e a Diadora. A partir de 2006, a Adidas retornou ao alviverde e em 2010, a fabricante renovou o contrato até 2014. Em 22 de março de 2018, o Palmeiras anunciou uma nova parceria com a Puma, que passa a valer a partir de janeiro de 2019. Em junho de 2021, Palmeiras e Puma anunciaram a renovação do contrato até o final de 2024; em julho de 2024, o contrato foi estendido até o final de 2028.
- Adidas: 1977–1992
- Rhumell: 1993–1995
- Reebok: 1996–1998
- Rhumell: 1999–2002
- Diadora: 2003–2005
- Adidas: 2006–2018
- Puma: 2019–

### Patrocinadores
Após a liberação de patrocinadores nas camisas dos clubes em 1982, o Palmeiras utilizou muitos patrocinadores pontuais, alguns por apenas uma partida ou períodos curtos, sendo:
- Aveia Quaker: 1984 (estampou sua marca apenas na camisa do jogador Ademir da Guia e apenas nesta partida disputada entre Palmeiras X Seleção Paulista de Futebol, que marcava a despedida do jogador);
- Mercaplan DTVM: 1984;
- Bandeirante Seguros: 1984;
- Marte Rolamentos: 1984;
- Furglaine: 1984;
- Bavesa: 1985;
- Lanche Mirabel: 1985;
- Brandiesel 1985;
- Consorcio Baptistella: 1985;
- Pão de Açúcar Veículos: 1985;
- Borcol: 1986;
- Relógios Cassino - Shark: 1986.

A partir de 1987, o Palmeiras assinou o primeiro contrato de patrocínio de camisa por uma temporada inteira e, a partir daí, foram verificados os seguintes patrocinadores para o uniforme principal:
- Agip: 1987–1988;
- Coca-Cola: 1989–1992;
- Parmalat: 1992–2000 (em 1998 usou o produto Santál Active);
- Pirelli: 2001–2007 (eventualmente utilizava-se das marcas dos produtos Scorpion ATR, Cinturato P4 e P7);
- FIAT: 2008 (eventualmente utilizava-se da marca de tratores Case);
- Suvinil: 2008–2009 (patrocínio das mangas);
- Samsung: 2009–2010;
- Fast Shop: 2009–2010 (patrocínio das mangas);
- FIAT: 2010–2012;
- Seguros Unimed: 2010–2011 (patrocínio da barra das costas da camisa e do calção);
- Skill Idiomas: 2011–2012 (patrocínio da barra frontal da camisa);
- Banco BMG: 2011–2013 (patrocínio das mangas);
- TIM: 2011–2016 (patrocínio da numeração das camisas);
- Kia Motors:[15] 2012–2013;
- Arcor:[16] 2012 (patrocínio dos omoplatas da camisa);
- Allianz: 2013 (temporário);
- Minds Idiomas: 2014 (patrocínio ao lado do escudo, na parte central da camisa);
- Crefisa: 2015–2024;
- Prevent Senior: 2015–2016 (patrocínio dos omoplatas da camisa);
- Faculdade das Américas (FAM): 2015–2024 (patrocínio da barra da camisa, omoplata, calção e meias).

Atualmente, o Palmeiras conta com os seguintes patrocinadores no uniforme da equipe:
- Sportingbet: patrocínio máster e numeração das camisas[17]
- Sil Fios e Cabos Elétricos: mangas[18]

Em janeiro de 2016, com a ampliação em valores do patrocínio da Crefisa e da Faculdade das Américas, o Palmeiras passou a ter o maior patrocínio do futebol brasileiro e de toda sua história. Com o novo acordo, o clube passou a receber R$ 58 milhões pelo patrocínio, além de investimentos diretos para contratação de atletas. Em agosto de 2021, Palmeiras e a Crefisa anunciaram a renovação por mais três anos do contrato de patrocínio entre as duas partes, desta vez com o valor de R$ 81 milhões ao ano, com a possibilidade deste número chegar a R$ 120 milhões com premiações, mantendo o Palmeiras como o clube de maior cota de patrocínio do futebol brasileiro e sul-americano.
No fim de 2024, o Palmeiras fechou um contrato de três anos com a Sportingbet para o patrocínio máster do clube por R$ 100 milhões ao ano, durante três anos, podendo chegar a R$ 170 milhões. O acordo contempla o time masculino, o time feminino e as categorias de base, além dos naming rights da TV Palmeiras e do Palmeiras Cast.

### Marca
De acordo com estudo de 2013 da empresa BDO RCS, que avalia as marcas dos maiores clubes de futebol do Brasil, a equipe paulistana tem a quarta marca mais valiosa no país, com valor de R$ 496,4 milhões. A mesma consultoria apontou o Palmeiras como o quarto do Brasil em termos de receitas, com arrecadação estimada em 148,3 milhões de reais em 2010. Um outro levantamento da BDO, divulgado em 2012, mostrou que o alviverde foi o clube que mais recebeu dinheiro (R$ 44,6 milhões) com patrocínio em 2011 no Brasil, à frente de todos os rivais.

Em nova pesquisa feita pela BDO Brazil em 31 de agosto de 2016, o Palmeiras pulou da 4ª para a 3ª posição, tendo um valor de R$ 1,021 bilhões, atrás de Corinthians e Flamengo (R$ 1,422 e R$ 1,493 bilhões, respectivamente). O clube apresentou o maior crescimento em valor absoluto entre os 34 clubes analisados: R$ 370,6 milhões. Além disso, o Palmeiras foi o que mais cresceu percentualmente em 2016 – 56%.